# Helechosa de los Montes
Helechosa de los Montes es un municipio y localidad española de la provincia de Badajoz, en la comunidad autónoma de Extremadura. El término municipal, que incluye también la pedanía de Bohonal de los Montes, cuenta con una población de 562 habitantes (INE 2024).

## Geografía
Pertenece a la mancomunidad integral de Cijara y al partido judicial de Herrera del Duque. Se encuentra en el extremo noreste de la provincia extremeña de Badajoz, en el interior de la península ibérica. Es el municipio de España que más lejos se encuentra de su capital de provincia, y la pedanía de Bohonal de los Montes la localidad más distante.[cita requerida]
Se encuentra al sur del curso del río Guadiana, que atraviesa el municipio. También pasa por el término el río Estena. Hoy día las aguas de ambos ríos se encuentran embalsadas en la zona en el embalse del Cíjara.

## Historia
En 1594 formaba parte de la Tierra de Belalcázar en la provincia de Trujillo y anteriormente de las Tierras de Talavera.

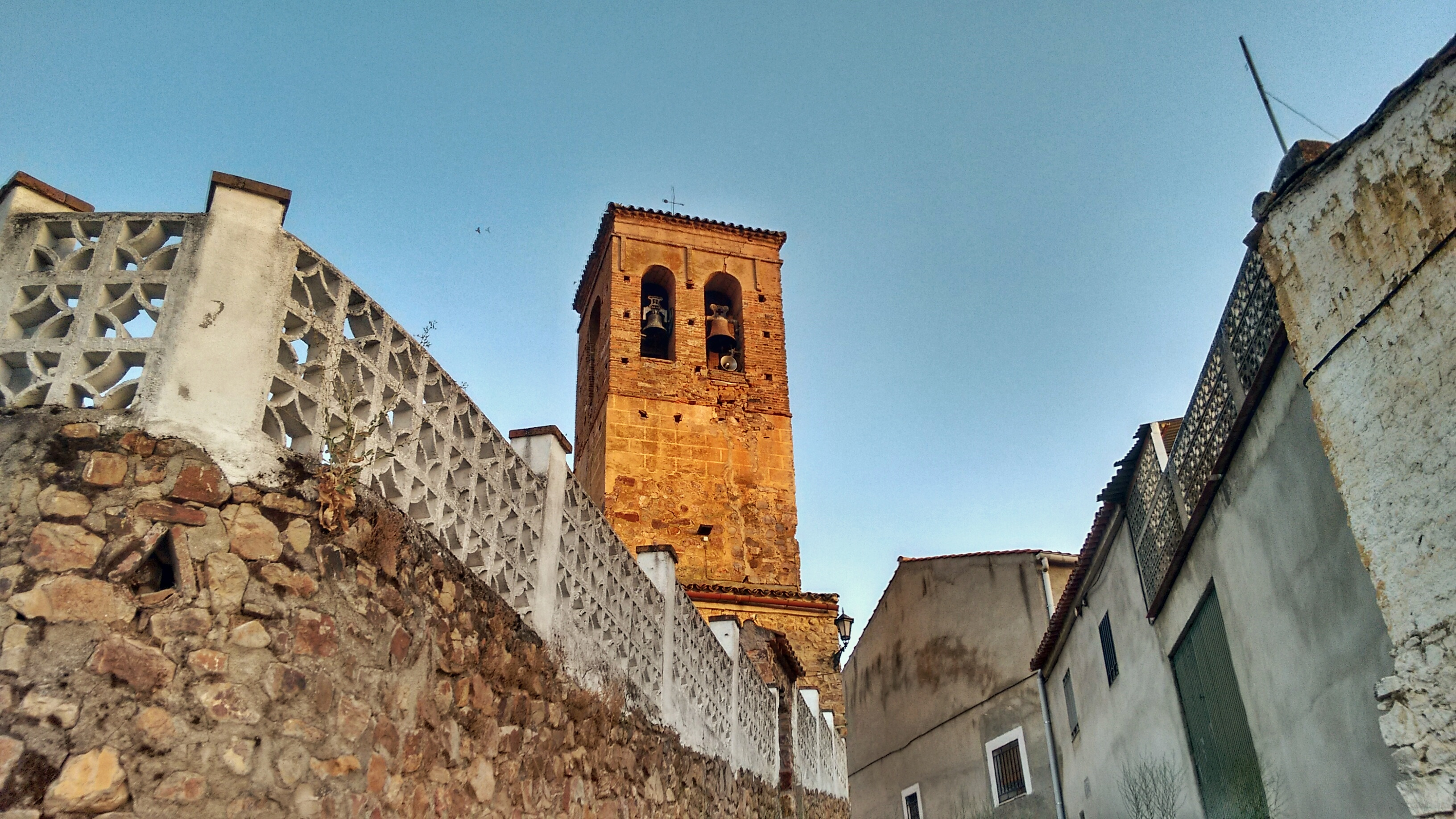
Torre de la iglesia

A la caída del Antiguo Régimen la localidad se constituye en municipio constitucional en la región de Extremadura, entonces conocido como «Bohonal de Helechosa». Desde 1834 quedó integrado en el partido judicial de Herrera del Duque. En el censo de 1842 contaba con 111 hogares y 422 vecinos.
Hacia mediados del siglo XIX, el lugar contaba con una población de 422 habitantes y con unas 100 casas. La localidad aparece descrita en el noveno volumen del Diccionario geográfico-estadístico-histórico de España y sus posesiones de Ultramar de Pascual Madoz de la siguiente manera:

HELECHOSA: v. con ayunt. en las prov. de Badajoz (32 leg), part. jud. de Herrera del Duque (4), aud. terr. de Cáceres (19), dióc de Toledo (20), c. g. de Estremadura: sit. á la falda N. de la sierra denominada de los Batanes, está resguardada del viento S. y se padecen fiebres intermitentes y afecciones reumáticas, producidas por las humedades de la pobl. y sus inmediaciones, y por las muchas nieblas del Guadiana: tiene 100 casas de piso bajo con pocas comodidades, en una plaza de 54 varas de long. y 32 de lat., y algunas calles incómodas y mal empedradas: hay casa de yunt. que también comprende el pósito y cárcel; en su fachada del S. tiene un balcon de hierro de obra muy sólida, de 18 pies de largo y 2 de ancho, escuela de primera educacion dotada con 1,200 rs. de los fondos públicos, y la retribucion de los 25 ó 30 niños que concurren; una igl. parr. dedicada á la Asuncion de Ntra. Sra. con curato de entrada y provision ordinaria, á la cual es anejo el barrio del Bohonal con una igl. dedicada a San Juan Bautista: en los afueras una ermita con la advocacion de San Sebastian, que también sirve de ayuda de parr., y contiguo á esta el cementerio, que por su local bien ventilado en nada ofende la salud pública. Se surte de aguas potables en una fuente á la salida del pueblo por el S., con 2 abundantes cañerías, un pilon para beber los animales, otro para lavadero, y el sobrante para el riego de vanos huertos y frutales. Confina el térm. por N. con el de la Mina (Toledo) y Anchuras (Ciudad Real); E. Horcajo de los Montes (Ciudad Real; y Villarta de los Montes (Badajoz); S. y O. Herrera del Duque, cab. del part., y Castilblanco, á dist. de 1/2 leg. á 4, y comprende el barrio del Bohonal, incorporado á esta v. en todos conceptos; la deh. de este mismo barrio de 340 fan. de cabida; la boyal de 300; la dehesilla del desp. de Aijon de 175; el égido comunero de la v. de 180; los terrenos comunes de las hojas de Sta. Olalla, Matavacas, Cueva y Trampal; la deh. de Estena, propia del señor duque de Osuna, de 2,843 fan. de raso y monte, y varias suertes que solo se labran de 12 á 20 años por medio de las razas, en los que se calculan 952 fan. de 1.ª calidad, 1,213 de 2.ª y 3,667 de 3.ª , con mucho monte ademas para el disfrute de las colmenas y el ganado cabrío, y arbolado de alcornoque, fresno, quejigo y encina para maderas y combustible: le bañan el r. Guadíana, que pasa á 1/2 leg. de la v., quedándola á su izq. en dirección de E. á O. en cuyas riberas hay 3 molinos harineros que muelen todo el año; el Estena, que cruzando la deh. de su nombre de N. á S., corre á 2 leg. de la v. y un tiro de bala del desp. de Aijon, entrando en Guadiana poco después; los arroyos llamados Encinarejo y Bohonal, que entran tambien en el mismo r., y cuyas corrientes, invadeables en el invierno en los fuertes aguaceros, se secan en el verano; 2 gargantas llamadas del Cura y del Trampal, la primera á 1/2 cuarto leg. de la v., y la seguida á uno, que tienen agua suficiente para regar todo el año, porcion de huertos y frutales, y por último, un nacimiento de agua buena y tan abundante, que da movimiento á 2 molinos harineros, y riega otros huertos de la misma clase que los anteriores: estos 3 manantiales se reúnen poco antes de entrar en Guadiana. El terreno es de monte y llano, estando enlazado uno y otro en diferentes cord. y valles, en los cuales hay parte de miga y árido los demas. caminos: pasa por el térm. el carretero de la Mancha á Estremadura, siendo vecinales y malos los restantes. El correo se recibe en Herrera por balijero 3 veces á la semana. prod. trigo, cebada y centeno en corta cantidad; se mantiene ganado cabrio, vacuno y de cerda tambien en corto número, bastantes colmenas, mucha caza de todas clases y animales dañinos. ind. y comercio: 5 molinos harineros, importacion de cereales por no ser bastante la cosecha del pueblo, y de los art. de vino y aceite, de que se carece. pobl.: 111 vec., 422 alm. cap. prod.: 1.862,120 rs. imp. 82,524 rs. contr.: 7,208 rs. 17 mrs. presupuesto municipal: 5,697, que se cubre con los productos de propios y arbitrios que propone el ayunt. 

Esta v. perteneció al vizcondado de la Puebla de Alcocer, unido á la casa de Osuna, cuyo señor cobraba los diezmos y alcabalas.
(Madoz, 1847, pp. 161-162)

## Demografía
Helechosa de los Montes cuenta con una población de 562 habitantes (INE 2024).
| Gráfica de evolución demográfica de Helechosa de los Montes entre 1842 y 2021 |
| |
| Población de derecho según los censos de población del INE. Población de hecho según los censos de población del INE.En este censo se denominaba Bohonal de Helechosa: 1842. En estos censos se denominaba Helechosa: 1857, 1860, 1877, 1887, 1897, 1900, 1910, 1920, 1930, 1940, 1950, 1960, 1970, 1981 y 1991. |